# Le Mesnil-au-Val
Le Mesnil-au-Val es una población y comuna francesa, situada en la región de Baja Normandía, departamento de Mancha, en el distrito de Cherbourg-Octeville y cantón de Tourlaville.

## Demografía
| 335 | 324 | 367 | 488 | 528 | 553 |
| Para los censos de 1962 a 1999 la población legal corresponde a la población sin duplicidades (Fuente: INSEE [Consultar]) |     |     |     |     |     |